# Grupa Praxis
Grupa Praxis – jugosłowiańskie ugrupowanie filozoficzne radykalnych marksistów, głoszące powrót do marksizmu inspirowanego wczesnymi pracami Karola Marksa. Skupiona wokół pisma o tej nazwie grupa filozofów czytała Marksa w kluczu marksistowskiego humanizmu, widząc człowieka jako jednostkę, która rewolucyjnym działaniem przerywa swoje wyobcowanie. Był to całkowicie oryginalny ruch filozoficzny, który na przełomie lat sześćdziesiątych i siedemdziesiątych dwudziestego wieku stał się jednym z najważniejszych światowych ośrodków uprawiania żywej refleksji marksistowskiej. Do grona czołowych przedstawicieli szkoły Praxis zaliczali się Gajo Petrović, Milan Kangrga, Zagorka Golubović i Mihailo Marković.